# دي جي كوليت
كوليت مارينو (Colette Marino)  و تعرف أكثر باسم دي جي كوليت (DJ Colette)  ولدت في 27 مايو 1975. هي دي جي مختص في أغاني الهاوس (بالإنجليزية: house music)‏ و مؤدية صوتية من شيكاغو،إلينيوس الولايات المتحدة.

## روابط خارجية
- دي جي كوليت على موقع IMDb (الإنجليزية)
- دي جي كوليت على موقع ميوزك برينز (الإنجليزية)
- دي جي كوليت على موقع أول ميوزيك (الإنجليزية)
- دي جي كوليت على موقع ديسكوغز (الإنجليزية)
- دي جي كوليت على موقع قاعدة بيانات الفيلم (الإنجليزية)